# G5

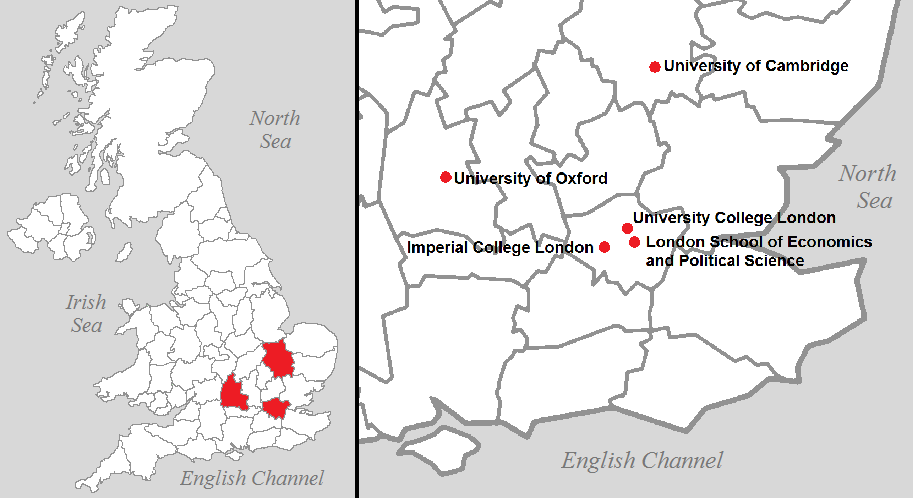
Poloha univerzit

G5 je skupina pěti anglických veřejných výzkumných univerzit, která byla vytvořena počátkem roku 2004.
Členy tohoto seskupení jsou Imperial College London, Londýnská škola ekonomie a politických věd, Univerzita v Cambridgi, Oxfordská univerzita a Londýnská univerzitní kolej. Skupina původně vznikla kvůli koordinaci řízení při získávání vyšších finančních příspěvků uvolněných vládou s cílem získat prostředky nad stanovených 3000 liber na studenta, aby bylo možné plně pokrýt náklady na výuku studentů z Británie a Evropské unie.